# Jiří Ammer
Jiří Ammer, né le 24 mars 1942, est un ancien joueur et entraîneur tchécoslovaque de basket-ball. Il évolue au poste d'ailier.

## Palmarès
- Finaliste du championnat d'Europe 1967
- 3e du championnat d'Europe 1969
- Coupe des coupes 1969